# Acianthera duartei
Acianthera duartei  es una especie de orquídea. Es originaria de Brasil donde se encuentra en la Mata Atlántica.

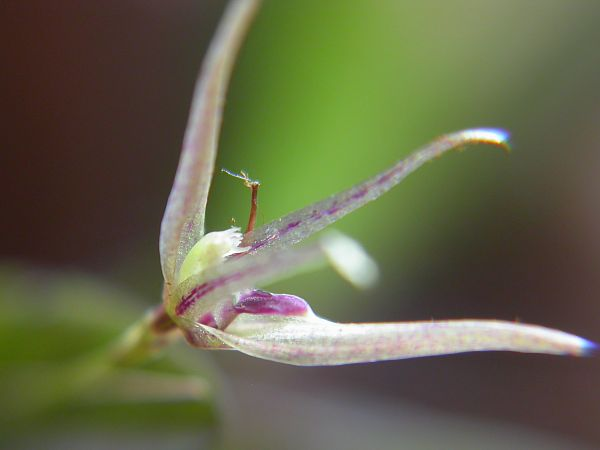
Flor

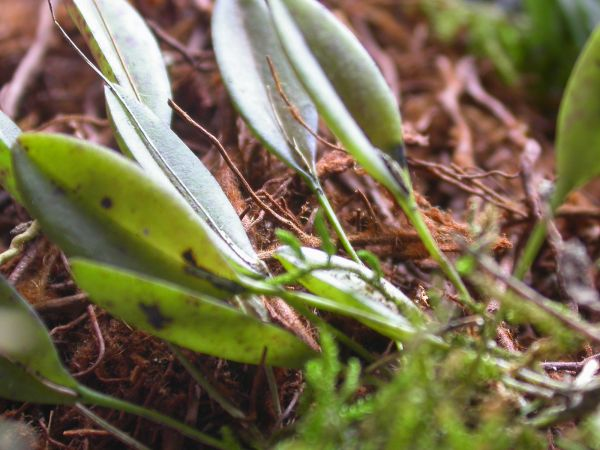
Detalle de las hojas

## Taxonomía
Acianthera duartei fue descrita por (Hoehne) Pridgeon & M.W.Chase   y publicado en Lindleyana 16(4): 243. 2001.
Etimología
Acianthera: nombre genérico que es una referencia a la posición de las anteras de algunas de sus especies.
duartei: epíteto
Sinonimia
- Arthrosia duartei (Hoehne) Luer
- Pleurothallis duartei Hoehne
- Specklinia duartei (Hoehne) Luer	[4][5]